# Rasul Chunayev
Rasul Abakar oghlu Chunayev (em azeri:  Rəsul Abakər oğlu Çunayev; Balakən, 7 de janeiro de 1991) é um lutador de estilo greco-romana azeri, medalhista olímpico.

## Carreira
Chunayev competiu na Rio 2016, na qual conquistou a medalha de bronze, na categoria até 66 kg.